# Башкирская генерирующая компания
Башкирская генерирующая компания (ООО «БГК») (баш. Башҡортостан генерациялау компанияһы («БГК» яуаплылығы сикләнгән йәмғиәте))  — региональная энергетическая компания России, занимающаяся производством электрической и тепловой энергий в Республике Башкортостан. Управляет генерирующими мощностями на территории региона и координирует работу ООО «Башкирские распределительные тепловые сети» (ООО «БашРТС») и ООО «Башэнерготранс». Входит в Перечень системообразующих организаций России (2015).

## История
ООО «Башкирская генерирующая компания» создано 28 июля 2006 года. С этого времени предприятие выделилось из ОАО «Башкирэнерго». Задачей созданной организации было объединение существующих генерирующих мощностей для производства электрической и тепловой энергий.
Башкирская генерирующая компания на тот момент управляла генерирующими мощностями 10 ТЭЦ республики, Павловской ГЭС и Кармановской ГРЭС. Первым директором компании был Чижиков Виктор Алексеевич.

## Современное состояние

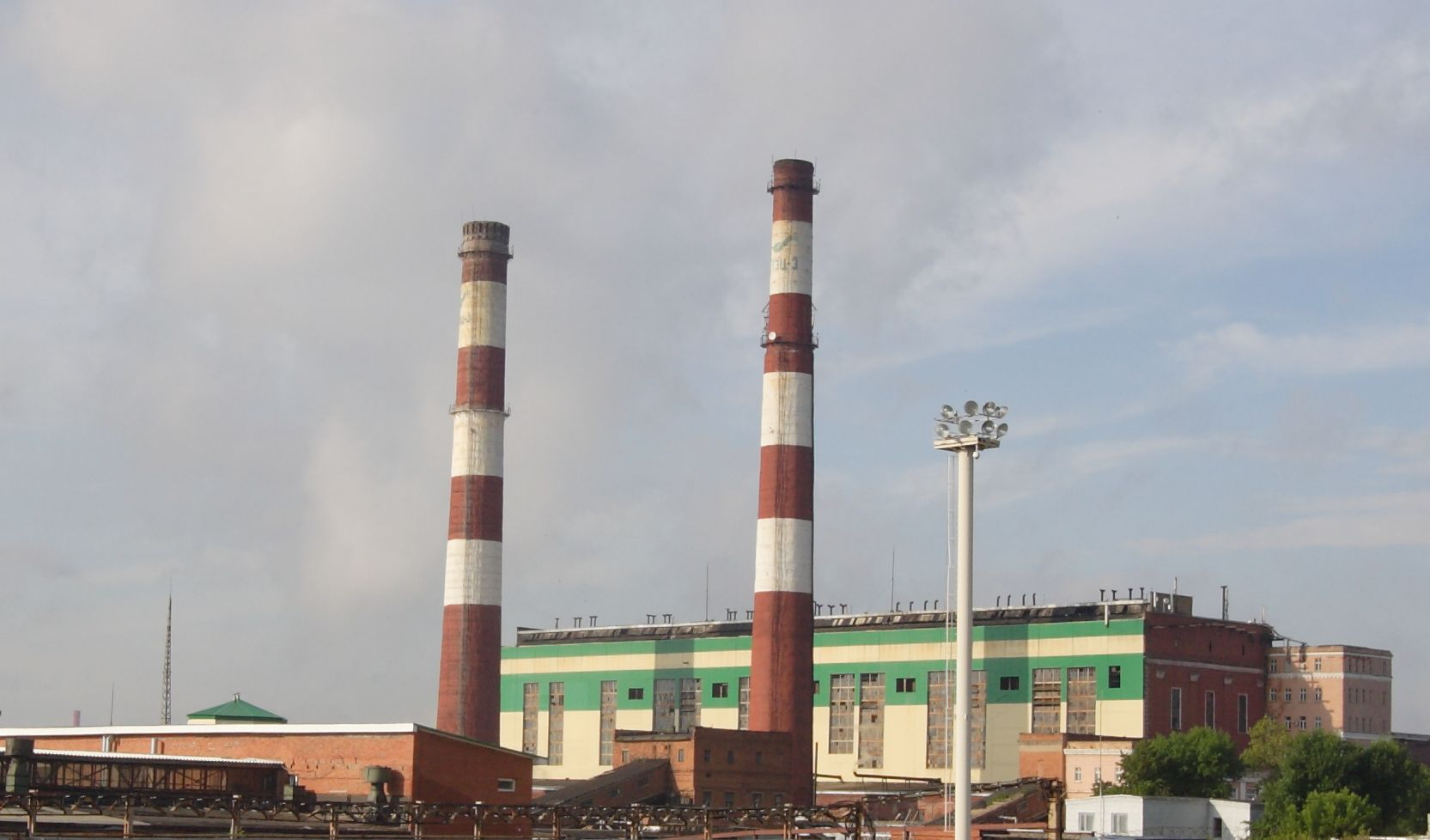
Уфимская ТЭЦ-3

ООО «Башкирская генерирующая компания» занимается управлением девяти филиалов и координацией работы ООО «Башкирские распределительные тепловые сети» и ООО «Башэнерготранс».
В составе БГК 20 крупных и малых электростанций, расположенных в Республике Башкортостан. Электрической энергией организация снабжает предприятия и население РБ и соседних регионов, тепловой энергией — предприятия и население шести городов РБ.
Суммарная электрическая мощность электростанций компании — 4436 МВт, тепловая — 8578 Гкал/час (по состоянию на 30.06.2019). Совокупные активы ООО «БГК» по состоянию на 30 сентября 2018 года составляли 45 млрд рублей.

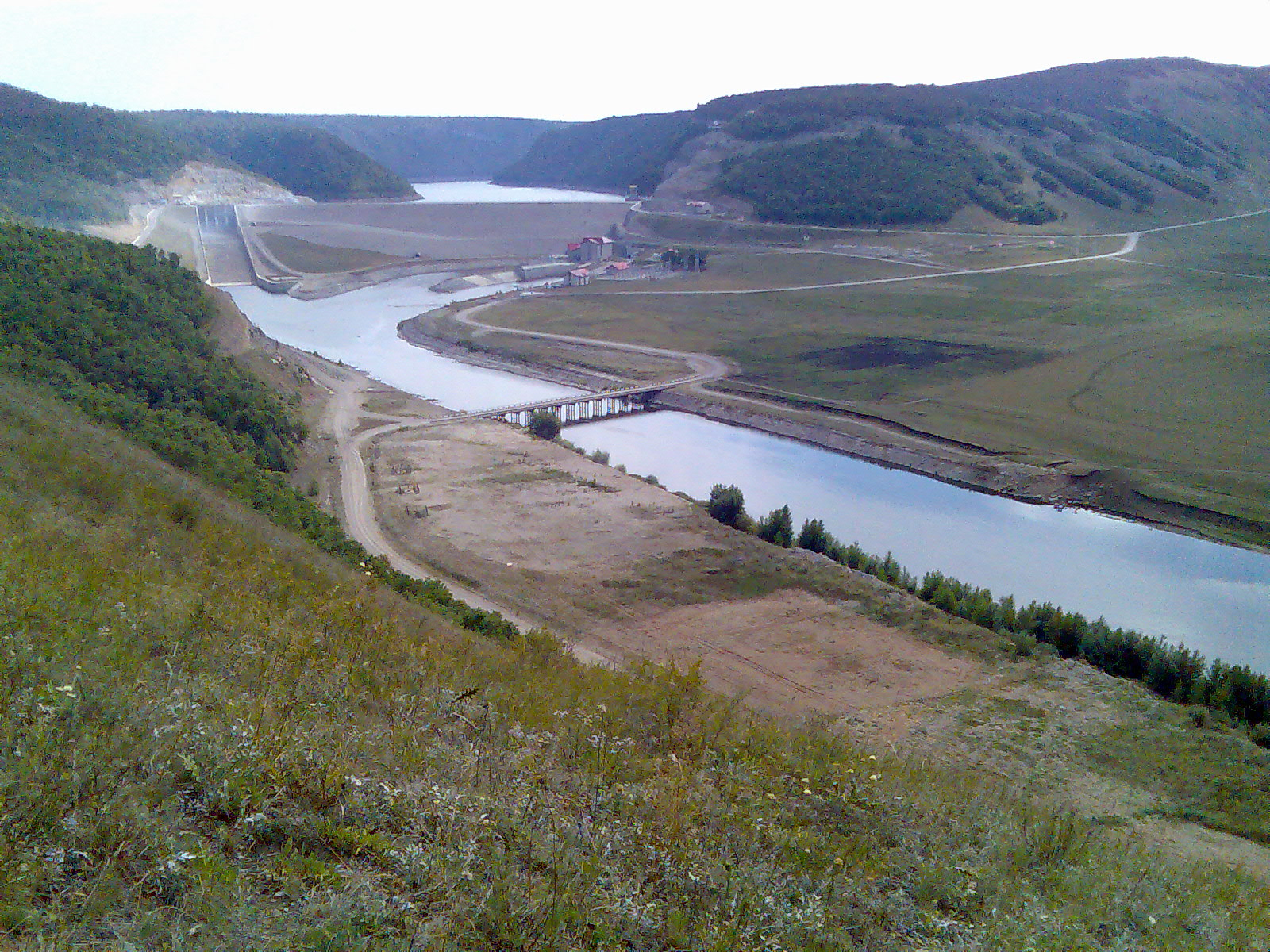
Юмагузинская ГЭС

Электрическая и тепловая энергии вырабатываются на Кармановской ГРЭС (1831,1 МВт., 204 Гкал/ч), Уфимской ТЭЦ-1 (68,74 МВт, 613,8 Гкал/ч), Уфимской ТЭЦ-2 (519 МВт., 1528 Гкал/ч.), Уфимской ТЭЦ-3 (95 МВт, 992,8 Гкал/ч.), Уфимской ТЭЦ-4 (270 МВт, 792 Гкал/ч), Затонской ТЭЦ (400 МВт, 300,2 Гкал/ч), Салаватской ТЭЦ (180 МВт., 526 Гкал/ч.), Стерлитамакской ТЭЦ (320 МВт., 1539 Гкал/ч.), Ново-Стерлитамакской ТЭЦ (255 МВт., 1511,2 Гкал/ч.), Приуфимской ТЭЦ (210 МВт., 447 Гкал/ч.), Зауральской ТЭЦ (17,444 МВт., 28,44 Гкал/ч.), ГТЭС «Сибай» (16 МВт, 95,54 Гкал/ч.), Павловской ГЭС (166,4 МВт), Юмагузинской ГЭС (45 МВт.), ВЭС «Тюпкильды» (1,65 МВт), а также на ряде малых и микро-ГЭС.
В составе компании в РБ присутствуют большинство существующих в мире видов выработки электроэнергии — ГРЭС, ТЭЦ, ВЭС (ветровые электростанции), ГЭС, включая малые и микро-ГЭС.
Топливный баланс ТЭЦ «БГК»: природный газ — 99,23 %, мазут — 0,77 % (за 9 мес. 2018).

## Структура

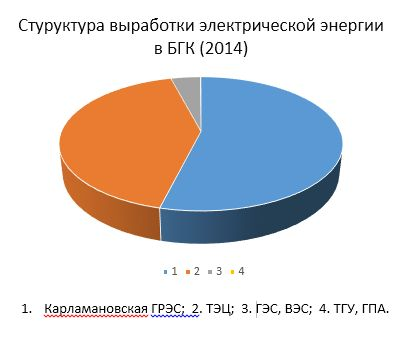
Структура выработки электроэнергии Башкирской генерирующей компанией

В состав Башкирской генерирующей компании входит дочернее общество ООО «БашРТС», которое занимается производством тепловой энергии на собственных котельных и ее распределением, в том числе от теплоисточников ООО «БГК». Обслуживает города Уфу и Благовещенск; филиал «БашРТС-Стерлитамак» обслуживает города Стерлитамак, Ишимбай, Салават, Сибай; филиал «БашРТС-Нефтекамск» — обслуживает города Нефтекамск и Агидель.
Также дочерним обществом Башкирской генерирующей компании является ООО «Башэнерготранс» — автотранспортная организация, обслуживающая предприятия башкирской генерации в Уфе, Благовещенске, Агидели, Нефтекамске, Стерлитамаке, Салавате, Ишимбае, Кумертау и Сибае, а также в посёлке Павловке Нуримановского района и в селе Энергетик города Нефтекамска.